# 索菲·黑德维希 (布伦瑞克-沃尔芬比特尔)
索菲·黑德维希（德語：Sophie Hedwig von Braunschweig-Wolfenbüttel，1592年6月13日—1642年1月13日）是沃爾芬比特爾親王海因里希·尤里烏斯的女兒，母親是丹麥的伊莉莎白。

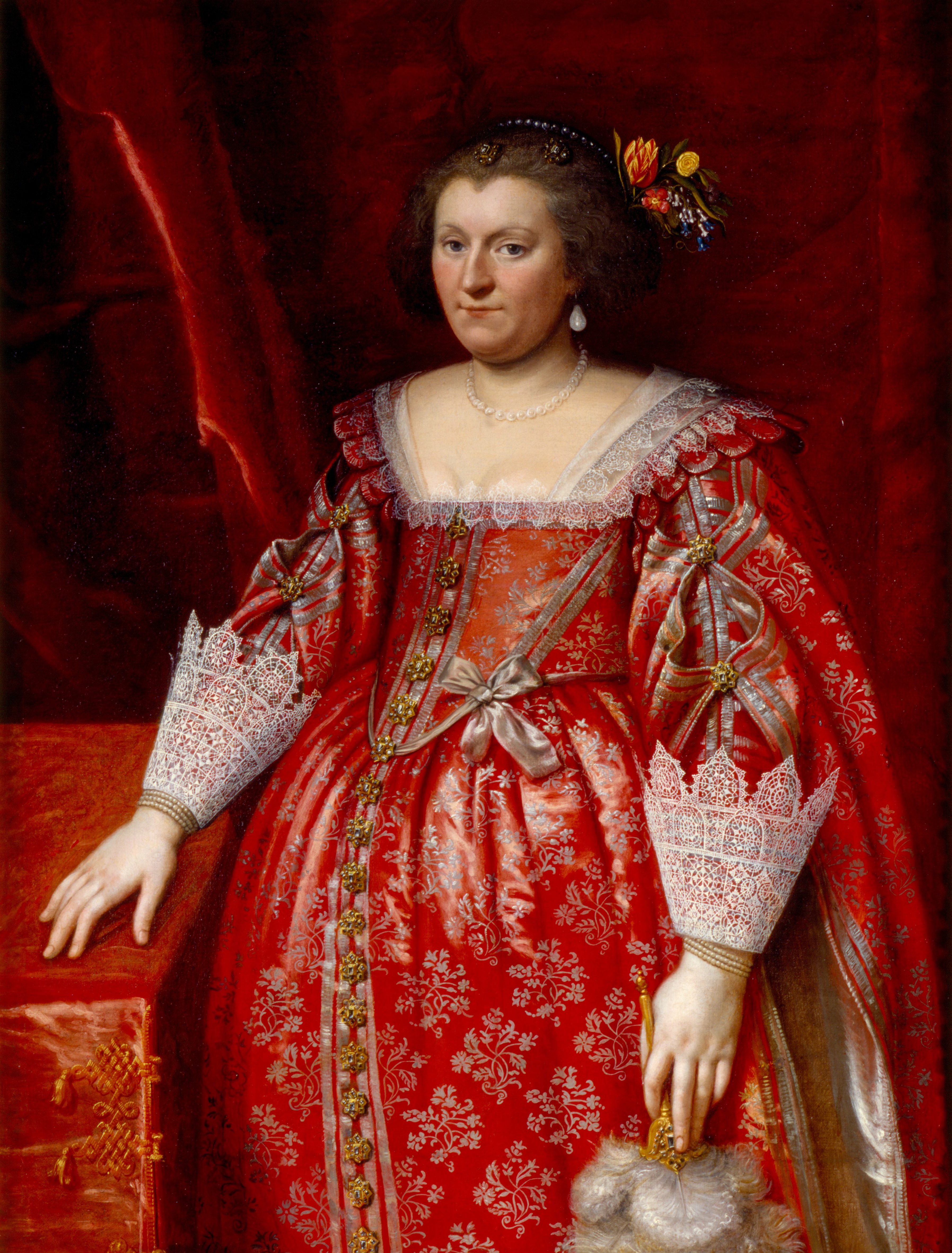

## 家庭
1607年，索菲·黑德维希與拿騷-迪茨伯爵恩斯特·卡西米爾結婚，兩人共有兩個兒子：
1. 亨德里克·卡西米爾（1612年—1640年）
2. 威廉·弗雷德里克（1613年—1664年）